# Aruba i olympiska sommarspelen 2016
Aruba deltog med sju deltagare vid de olympiska sommarspelen 2016 i Rio de Janeiro. Ingen av landets deltagare erövrade någon medalj.

## Judo
| Idrottare  | Gren                          | Omgång 1             | Omgång 2              | Kvartsfinaler           | Semifinaler          | Återkval             | Final / BM           | Final / BM       |                  |
| Idrottare  | Gren                          | Motståndare Resultat | Motståndare Resultat  | Motståndare Resultat    | Motståndare Resultat | Motståndare Resultat | Motståndare Resultat | Placering        |                  |
| ---------- | ----------------------------- | -------------------- | --------------------- | ----------------------- | -------------------- | -------------------- | -------------------- | ---------------- | ---------------- |
| Jayme Mata | Herrarnas halv lättvikt −66kg | Bye                  | Mahit (VAN) W 100–000 | Sobirov (UZB) L 000–100 | Gick inte vidare     | Gick inte vidare     | Gick inte vidare     | Gick inte vidare | Gick inte vidare |

## Segling
Damer
| Seglare               | Gren                  | Lopp | Lopp | Lopp | Lopp | Lopp | Lopp | Lopp | Lopp | Lopp | Lopp | Lopp | Nettopoäng | Finalplacering |
| Seglare               | Gren                  | 1    | 2    | 3    | 4    | 5    | 6    | 7    | 8    | 9    | 10   | M*   | Nettopoäng | Finalplacering |
| --------------------- | --------------------- | ---- | ---- | ---- | ---- | ---- | ---- | ---- | ---- | ---- | ---- | ---- | ---------- | -------------- |
| Philipine van Aanholt | Damernas laser radial | 24   | 21   | 18   | 32   | 27   | 27   | 21   | 19   | 24   | 26   | EL   | 206        | 28             |

Mixed
| Idrottare                          | Gren     | Lopp | Lopp | Lopp | Lopp | Lopp | Lopp | Lopp | Lopp | Lopp | Lopp | Lopp | Lopp | Lopp | Nettopoäng | Slutlig placering |
| Idrottare                          | Gren     | 1    | 2    | 3    | 4    | 5    | 6    | 7    | 8    | 9    | 10   | 11   | 12   | M*   | Nettopoäng | Slutlig placering |
| ---------------------------------- | -------- | ---- | ---- | ---- | ---- | ---- | ---- | ---- | ---- | ---- | ---- | ---- | ---- | ---- | ---------- | ----------------- |
| Nicole van der Velden Thijs Visser | Nacra 17 | 15   | 18   | 1    | 15   | 14   | 1    | 19   | 17   | 10   | 16   | 16   | 14   | EL   | 135        | 16                |

## Simning
| Simmare          | Gren                   | Heat    | Heat      | Semifinal        | Semifinal        | Final            | Final            |
| Simmare          | Gren                   | Tid     | Placering | Tid              | Placering        | Tid              | Placering        |
| ---------------- | ---------------------- | ------- | --------- | ---------------- | ---------------- | ---------------- | ---------------- |
| Mikel Schreuders | Herrarnas 200 m frisim | 1.55,10 | 45        | Gick inte vidare | Gick inte vidare | Gick inte vidare | Gick inte vidare |
| Allyson Ponson   | Damernas 50 m frisim   | 26,00   | 45        | Gick inte vidare | Gick inte vidare | Gick inte vidare | Gick inte vidare |

## Taekwondo
| Idrottare       | Gren            | Åttondelsfinaler     | Kvartsfinaler        | Semifinaer           | Återkval             | Final                | Final            |
| Idrottare       | Gren            | Motståndare Resultat | Motståndare Resultat | Motståndare Resultat | Motståndare Resultat | Motståndare Resultat | Placering        |
| --------------- | --------------- | -------------------- | -------------------- | -------------------- | -------------------- | -------------------- | ---------------- |
| Monica Pimentel | Damernas −49 kg | Aziez (FRA) L 1–2    | Gick inte vidare     | Gick inte vidare     | Gick inte vidare     | Gick inte vidare     | Gick inte vidare |